# Sephena rosata
Sephena rosata är en insektsart som beskrevs av Medler 2000. Sephena rosata ingår i släktet Sephena och familjen Flatidae. Inga underarter finns listade i Catalogue of Life.